# Warloy-Baillon
Warloy-Baillon é uma comuna francesa na região administrativa de Altos da França, no departamento de Somme. Estende-se por uma área de 15,27 km². Em 2010 a comuna tinha 765 habitantes (densidade: 50,1 hab./km²).